# Over the Hills and Far Away (песен на „Лед Зепелин“)
Over the Hills and Far Away е третата песен от албума Houses of the Holy (1973) на английската рок група „Лед Зепелин“. В САЩ песента е издаден като сингъл, заедно с Dancing Days на обратната Б-страна. Джими Пейдж и Робърт Плант написват песента през 1970 г. в Брон-Йр-Аур, малка вила в Уелс, където отсядат, след като завършват изтощително концертно турне в Северна Америка. Първоначално песента е озаглавена Many, Many Times. Пейдж свири въведението на шестструнна акустична китара и повтаря темата с 12-струнна акустична китара в унисон. Това води до секция, водена от електрическа китара с цялата група. След последния куплет ритъм секцията избледнява, постепенно заменена от ехото, което се връща от електрическата китара на Пейдж и няколко акорда, изсвирени от Джон Пол Джоунс на клавинет.
В САЩ песента е издадена като първия сингъл от Houses of the Holy и достига №51 в класацията „Билборд Хот 100“. Групата често изпълнява песента на своите концерти, започвайки още преди дебюта на албума. Архивни кадри на песента, изпълнявана на живо в Сиатъл през 1977 г. и в Кнебуорт през 1979 г., са използвани за официалното разпространено видео на песента, използвано за популяризиране на изданието на Remasters от 1990 г. Видеото придружава CD сингъл, който е издаден след успешното издание на Travelling Riverside Blues.

## Оценки
Списание „Кеш Бокс“ пише, че песента е „малко измамна“, тъй като „това, което се отваря като акустична песен, скоро се превръща в невероятно мощна класика на „Лед Зепелин“, пълна с рок мелодия“.
В съвременна рецензия за Houses of the Holy, Гордън Флетчър от „Ролинг Стоун“ критикува Over the Hills and Far Away, описвайки я като скучна, както и че песента е прилича много на модела, по който е създадена Stairway to Heaven, но „без пламенното китарно соло на тази песен“.
Песента получава по-голямо признание през последните години. „Ролинг Стоун“ класира Over the Hills and Far Away на №16 в своя списък с „40-те най-велики песни на „Лед Зепелин“ за всички времена“ през 2012 г. Андрю Унтербергер от списание „Спин“ през 2014 г. класира Over the Hills and Far Away като най-добрата песен на „Лед Зепелин“, като пише, че най-добре демонстрира почти всичко, което групата прави добре: н„езабравимия и невъзможен за определяне начален риф, животоутвърждаващият преход от акустичен към електрически звук, постоянните превключвания в тона и динамиката, пронизителното соло с двойна кулминация, безупречното взаимодействие на китара, бас и барабан, неподражаемото крещене на Плант“.

## Позиция в класациите
| Класация                     | Позиция | Из     |
| ---------------------------- | ------- | ------ |
| Канада                       | 63      | [ 12 ] |
| САЩ „Билборд Хот 100“        | 51      | [ 5 ]  |
| САЩ Списание „Кеш Бокс“      | 28      | [ 13 ] |
| САЩ Списание „Рекърдс Уърлд“ | 31      | [ 14 ] |

| Класация                         | Позиция | Из     |
| -------------------------------- | ------- | ------ |
| САЩ „Билборд Хот Диджитал Песни“ | 63      | [ 15 ] |

## Музиканти
- Робърт Плант – вокали
- Джими Пейдж – китара
- Джон Пол Джоунс – бас китара
- Джон Бонъм – барабани